# Hesperophanes pubescens
Hesperophanes pubescens là một loài bọ cánh cứng trong họ Cerambycidae.